# Katiusha

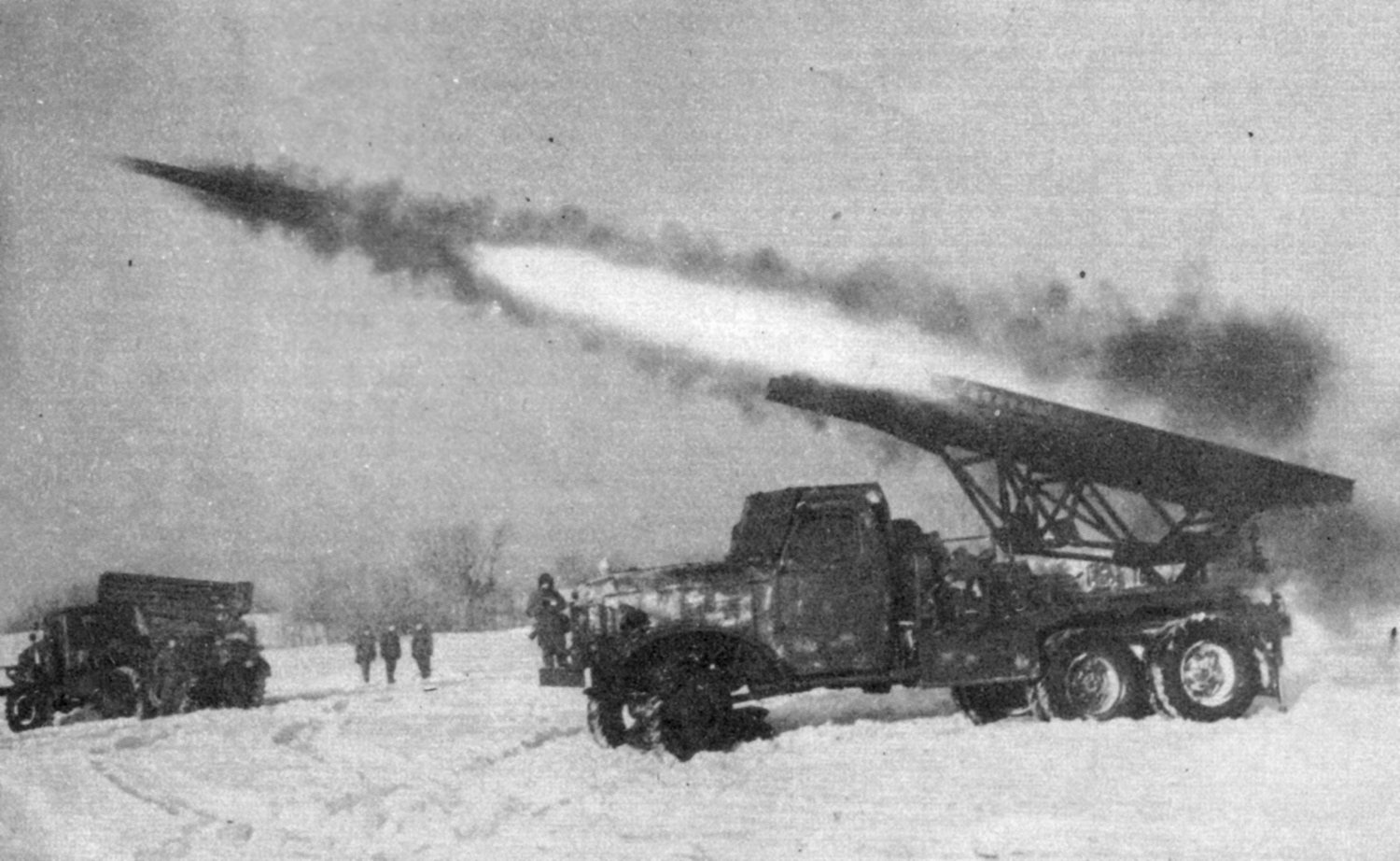
Lanzacohetes Katiusha en acción.

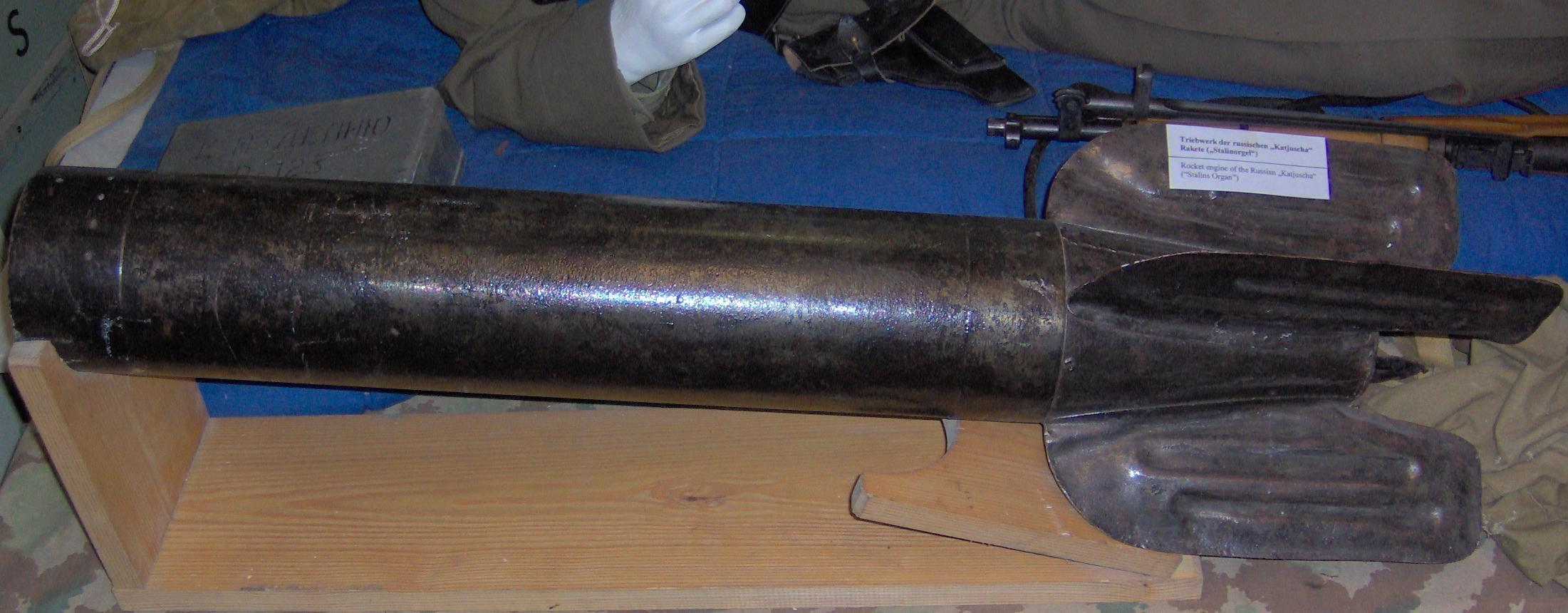
Motor de un cohete Katiusha.

Los lanzacohetes múltiples Katiusha (BM-8/BM-13, BM-14, BM-21, BM-27 y BM-30, en ruso: Катюша), llamados por los alemanes Órganos de Stalin, son un tipo de artillería de cohetes construida y desplegada inicialmente por la Unión Soviética durante la Segunda Guerra Mundial.
Lanzacohetes múltiples como estos lanzan explosivos a un área objetivo más rápidamente que la artillería convencional, pero con menor precisión y requieren más tiempo para recargar. Son frágiles en comparación con los cañones de artillería, pero son económicos, fáciles de producir y se pueden usar en cualquier chasis. Los Katiushas de la Segunda Guerra Mundial, la primera artillería autopropulsada producida en masa por la Unión Soviética, generalmente se montaban en camiones comunes. Esta movilidad le dio a los Katiusha, y a otra artillería autopropulsada, otra ventaja: poder dar un gran golpe de una sola vez, y luego moverse antes de ser localizado y atacado con fuego de contrabatería.
Las armas Katiusha de la Segunda Guerra Mundial incluyeron el lanzador BM-13, el ligero BM-8 y el pesado BM-31. Hoy en día, el sobrenombre también se aplica a los nuevos lanzadores de cohetes múltiples postsoviéticos montados en camiones, además de los no soviéticos, especialmente el BM-21 Grad común y sus derivados.
Aunque este tipo de arma ha existido desde el siglo XV (Leonardo da Vinci perfeccionó una máquina similar), el diseño de los Katiusha pudo haber sido influenciado por la máquina infernal de Giuseppe Fieschi: Fieschi fue honrado en un servicio religioso en una iglesia de Moscú por incitación del general soviético Kotskov, el inventor del lanzacohetes Katiusha.

## Historia

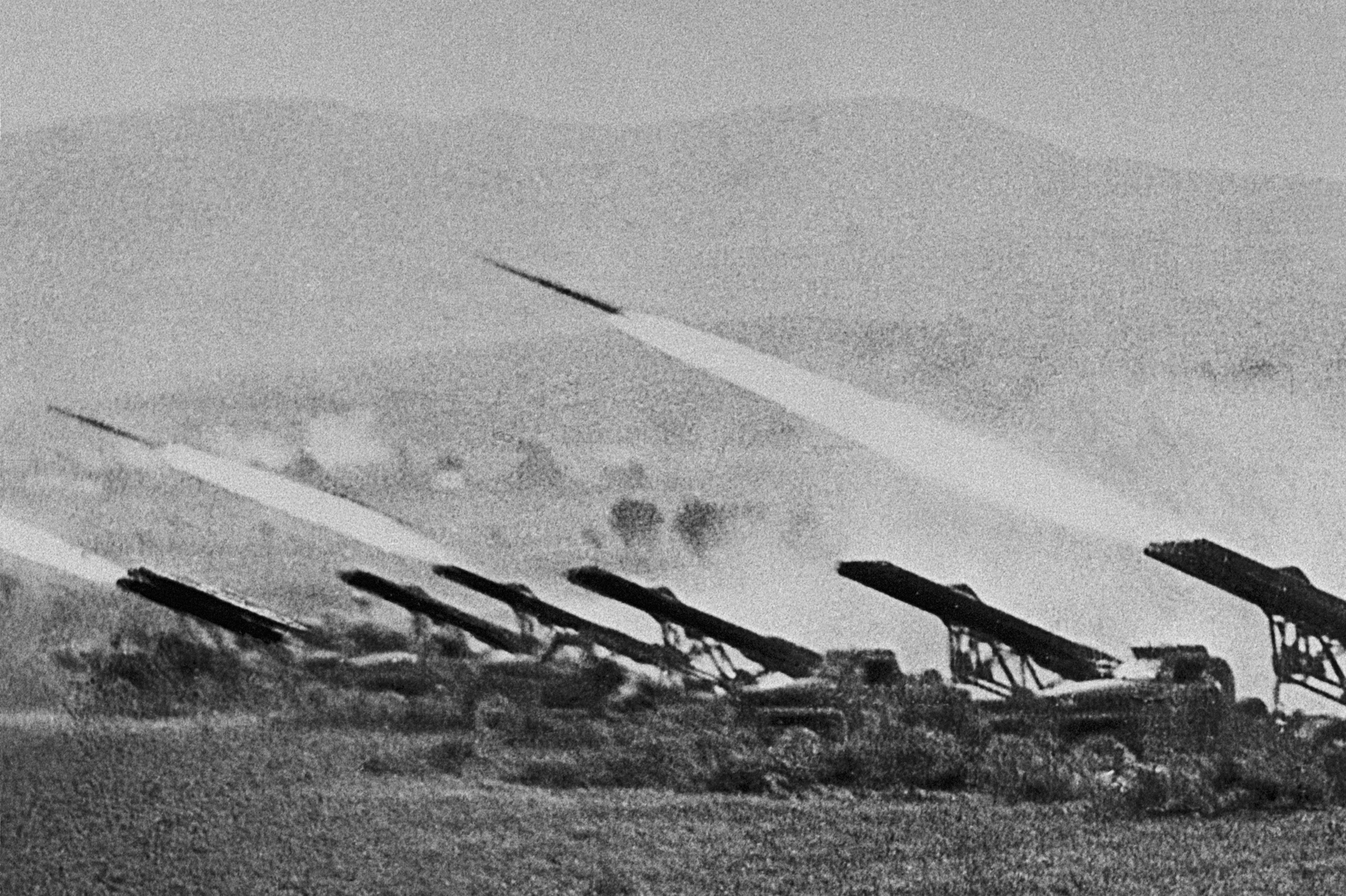
Una batería de lanzacohetes Katiusha abriendo fuego contra las tropas alemanas durante la batalla de Stalingrado el 6 de octubre de 1942.

El 21 de junio de 1941 le fue presentada oficialmente a Stalin esta nueva arma secreta a la que pronto los soldados soviéticos darían el nombre de Katiusha y también el de María Ivánovna. Los alemanes, quienes temían el efecto de estas armas, las llamaban los órganos de Stalin por el ruido silbante de la lanzadera al disparar.
Tras la orden de producirlos en serie y el comienzo de la invasión alemana, el Ejército Rojo tan solo disponía de siete prototipos del arma secreta. El 28 de junio, el capitán Iván Fliórov, uno de los más distinguidos alumnos de la Academia de Artillería, recibía la orden de formar con los siete prototipos una unidad experimental, convirtiéndose en el primer comandante de una batería de Katiusha.
Esta unidad experimental, se utilizó por primera vez en la ciudad bielorrusa de Orsha (500 km al oeste de Moscú) el 14 de julio. Orsha era un gran centro de transporte que acababa de ser tomado por la Wehrmacht, por lo que estaba atestado de tropas, material bélico y municiones. Los lanzacohetes bombardearon la zona y se retiraron rápidamente.  El jefe del Estado Mayor de la Wehrmacht, el general Franz Halder, escribió en su diario: «Los rusos usaron un arma desconocida hasta ahora. Una tormenta de proyectiles quemó la estación de ferrocarril de Orsha, todas las tropas y el material militar. El metal se derretía y la tierra ardía».
Comparada con otros tipos de artillería, los lanzacohetes múltiples son capaces de enviar una devastadora cantidad de explosivos en poco tiempo, aunque con baja precisión, y posteriormente conllevan mucho tiempo de recarga. Son relativamente frágiles pero baratos y fáciles de producir. Los Katiushas de la Segunda Guerra Mundial fueron la primera artillería autopropulsada producida en masa por la Unión Soviética, normalmente son montados en camiones. Esta movilidad da a los Katiushas (y otras artillerías autopropulsadas) otra ventaja: son capaces de atacar y moverse antes de que el enemigo sea capaz de contraatacar con fuego contra-batería. Se usaron decisivamente en la Batalla de Stalingrado.
Las armas Katiusha de la Segunda Guerra Mundial incluyen la lanzadera BM-13, la BM-8 ligera y la BM-31 pesada. Sus proyectiles fueron ideados en 1941 por los científicos soviéticos Vladímir Artémiev y Nikolái Tijomírov para calibres de 82 mm, 132 mm, 280 mm y 300 mm, alcanzando una distancia de 5 o 6 km. Podían lanzar simultáneamente 16 proyectiles. Hoy, el apodo también se aplica a los más actuales lanzacohetes múltiples soviéticos montados en camiones, principalmente el muy usual BM-21, y sus derivados a lo largo del mundo.

## Origen del nombre, apodo y otros usuarios
Debido a que estaban marcados con la letra K, de la fábrica Vorónezh Komintern, las tropas del Ejército Rojo adoptaron el apodo de la popular canción de guerra de Matvéi Blánter y Mijaíl Isakovski, «Katiusha», sobre una chica que añora a su amado ausente, que está lejos de casa, haciendo el servicio militar. Katiusha (en ruso: Катю́ша) es un diminutivo cariñoso del nombre Catalina: Yekaterina → Katia → Katiusha. Las tropas alemanas acuñaron el sobrenombre de órgano de Stalin (en alemán: Stalinorgel), por el secretario general del Comité Central del Partido Comunista de la Unión Soviética (PCUS) Iósif Stalin, aludiendo también al sonido silbante de los cohetes, así como al parecido de la batería de cohetes asemejando los tubos de un órgano. En Suecia se conocen igualmente por este nombre.

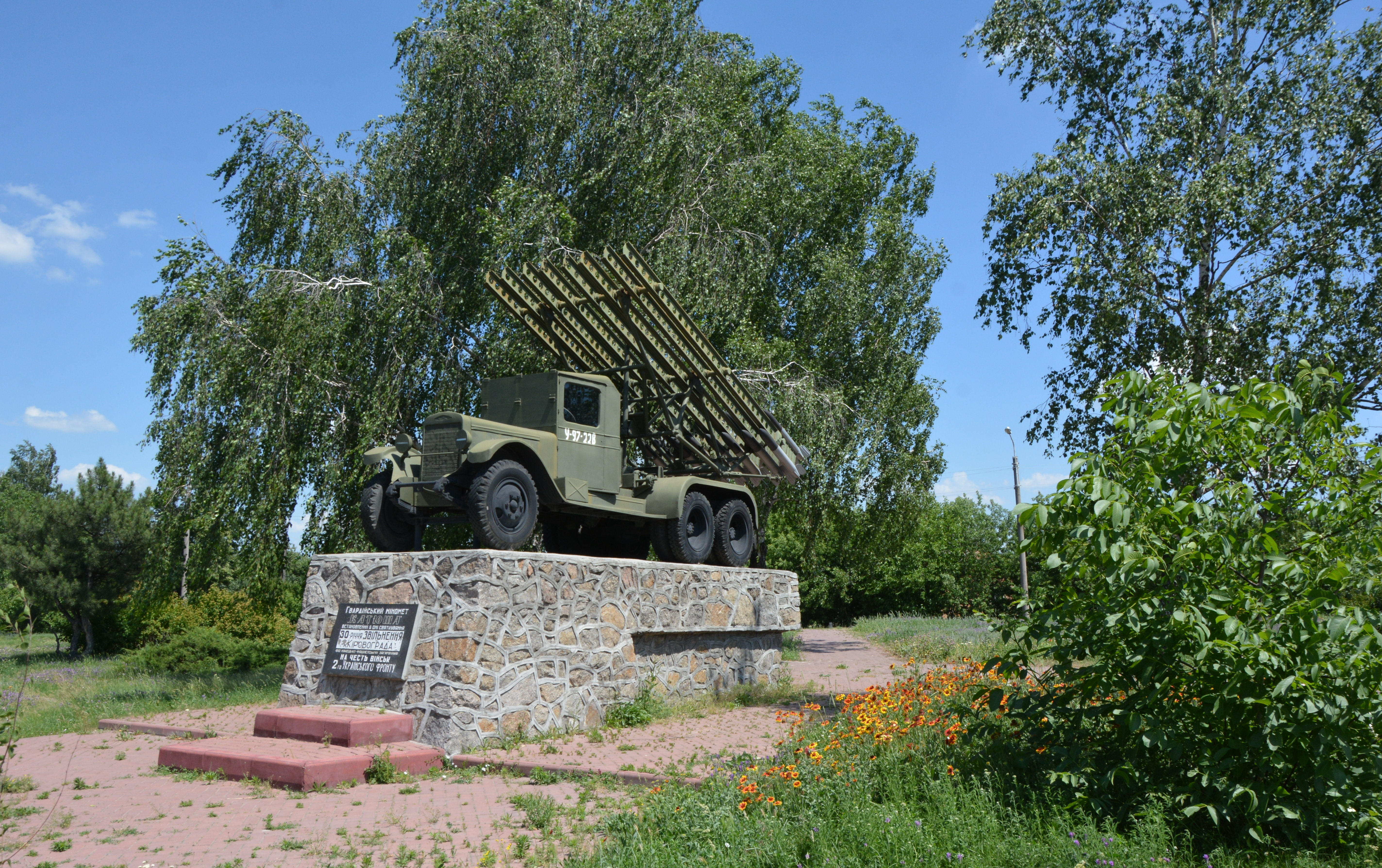
Uno de los monumentos, ciudad de Kropivnitski, Ucrania (establecido en honor del 30 aniversario de la liberación de la ciudad de los nazis)

También suelen designarse erróneamente como Katiusha cohetes de artillería lanzados individualmente utilizando lanzadores personales portátiles, similares a las bazucas, un modo de ataque usado a veces en la guerra de guerrillas, fuego militar de acoso o ataques contra población. Ejemplos de fuerzas que emplean estos cohetes son el Frente Nacional de Liberación de Vietnam, Hezbolá, la insurgencia iraquí o los talibanes.

## Variantes
La lista de algunas de las implementaciones de los Katiusha es la siguiente:

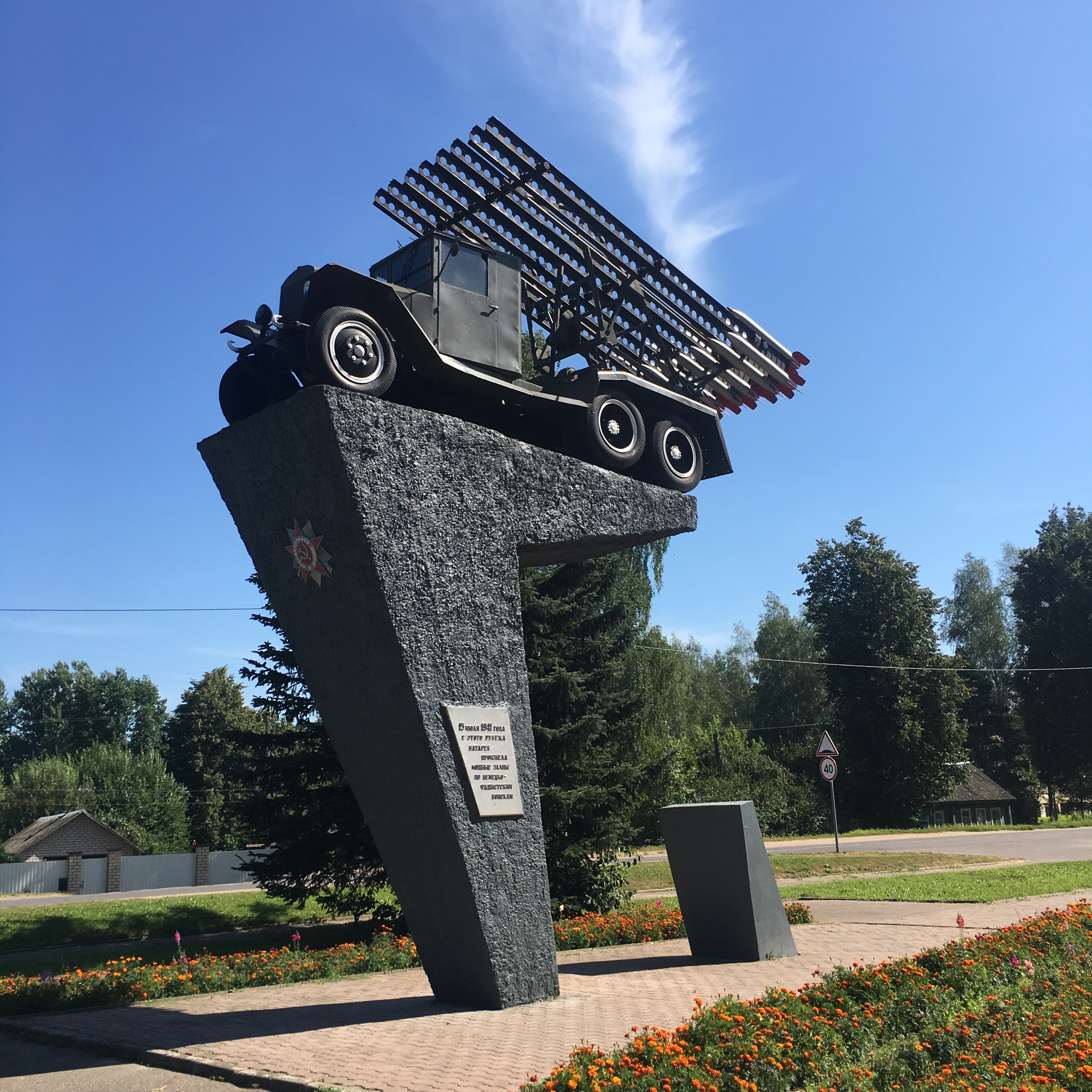
Monumento al Katyusha en Rudnya, óblast de Volgogrado.

| Calibre (mm) | Tubos | Nombre   | Chasis |
| ------------ | ----- | -------- | --- |
| 82 mm        | 8     | BM-8-8   | Willys MB Jeep |
| 82 mm        | 24    | BM-8-24  | Tanque ligero T-40 Tanque ligero T-60 |
| 82 mm        | 48    | BM-8-48  | Camión ZIS-6 Camión Studebaker US6 U3 |
| 132 mm       | 16    | BM-13-16 | Camión International K7 "Inter" Camión International M-5-5-318 Camión Fordson WO8T,Camión Ford/Marmon-Herrington HH6-COE4 Camión Chevrolet G-7117 Camión Studebaker US6 U3 Camión GMC CCKW-352M-13 |
| 300 mm       | 12    | BM-31-12 | Studebaker US6 U3 |

## Usuarios
Los Katiushas fueron exportados a los países que se relacionan a continuación:
- Argelia
- Afganistán
- Angola
- Checoslovaquia
- Egipto
- Hungría
- Irán
- Irak
- Corea del Norte
- Polonia
- Siria
- Vietnam
- Cuba

Además de la Unión Soviética/Federación Rusa, donde principalmente han sido construidos, las licencias de su producción fueron cedidas a países como Checoslovaquia y China, y en Corea del Norte e Irán se han producido variantes sin licencia, obviamente modificadas.